# 魏錯
魏錯（?—?），戰國時期魏国的军事人物，在魏惠王属下。
前338年（周显王三十一年、秦孝公二十四年、魏惠王三十二年），秦国与大荔围攻魏国合阳。随后在岸门（今山西省河津市西）之战，俘虏魏国将领魏錯。同年，秦孝公薨，商鞅反，被秦惠文王所杀。